# Joseph Labrosse
Joseph Labrosse, in religione Angelo di San Giuseppe (Tolosa, 1636 – Perpignano, 1697), è stato un religioso francese.
Carmelitano scalzo dal 1654, nel 1664 si recò missionario in Persia, ove rimase fino al 1678. Fu autore di una Pharmacopea persica (1681).